# Filimo Taofifénua
Pour les articles homonymes, voir Taofifénua.

a Compétitions nationales et continentales officielles uniquement.

Dernière mise à jour le 26 juin 2024.
Filimo Taofifénua, né le 15 octobre 1993 à Nouméa, est un joueur français de rugby à XV qui évolue au poste de troisième ligne aile.

## Biographie
Filimo Taofifénua est le fils de Jean-Claude, ancien ailier du FC Grenoble sous l'ère des « Mammouths de Grenoble » lors de la saison 1992-1993, frère de Jean-Jacques et Willy et par conséquent le cousin germain des joueurs contemporains Romain, Sébastien et Donovan.
Natif de Nouméa, le Néo-calédonien pratique dans sa jeunesse le rugby à sept dans les quartiers du Mont-Dore, dans l'agglomération de sa ville natale ; il évolue dans les rangs du RC Mont-Dore jusqu'à ses 18 ans. Il s'installe à sa majorité en métropole, plus précisément à Perpignan où vit son oncle Willy, pour se convertir vers le rugby à XV. Il rejoint ainsi l'école de rugby de l'entente Rivesaltes Bompas, puis les jeunes de l'USA Perpignan en catégorie Reichel,.
Non conservé par le centre de formation catalan, Taofifénua effectue des tests avec l'US Dax, conseillé par Fabrice Tao, alors joueur professionnel du club landais et surtout son voisin au Mont-Dore : il signe alors avec le club de Dax, avant de parapher un an plus tard un contrat avec son centre de formation à l'intersaison 2015. Il joue son premier match professionnel en février 2016 en tant que remplaçant, puis titularisé deux semaines plus tard. Il gagne finalement une place de titulaire récurrente lors de la saison 2016-2017.
Au mois de décembre 2017, Taofifénua signe un pré-contrat avec l'Aviron bayonnais, paraphant finalement un contrat de deux saisons. Après avoir participé à l'accession du club en Top 14 dès sa première saison dans le Pays basque et avoir été élu meilleur joueur de Pro D2 au terme de la saison 2018-2019, il prolonge dès le mois d'octobre 2019 pour deux nouvelles années. Au terme de la saison 2020-2021, l'Aviron bayonnais termine à la 13e place et doit de fait disputer le barrage d'accession au Top 14 sur le terrain du finaliste de Pro D2. Participant à la rencontre, Taofifénua et son club s'inclinent contre le Biarritz olympique, synonyme de relégation en Pro D2 en remplacement de son adversaire du jour. Malgré la descente en 2e division, il choisit de rester dans l'effectif bayonnais.
Le club d'Oyonnax Rugby, également pensionnaire de Pro D2, annonce sa signature en janvier 2022 pour la saison à venir. Avant cela, pour son dernier match, il est sacré champion de France pour la seconde fois de sa carrière sous le maillot bayonnais, participant à la finale,.
Dans son nouveau club, il est à nouveau sacré champion de France de Pro D2, pour la deuxième année consécutive. Peu utilisé en Top 14 l'année suivante, Taofifénua signe un pré-contrat de deux années avec le Biarritz olympique évoluant alors en Pro D2.

## Palmarès

### En club
- Championnat de France de 2e division :
  - Champion (2) : 2019 et 2022 avec l'Aviron bayonnais.
- Championnat de France de 2e division :
  - Champion (1) : 2023 avec Oyonnax Rugby.

### Distinctions personnelles
- Nuit du rugby 2019 : élu meilleur joueur de Pro D2 2018-2019.